# Scooby-Doo und wer bist Du?
Scooby-Doo und wer bist Du? (Originaltitel: Scooby-Doo and Guess Who?) ist eine US-amerikanische Animationsserie, die von 2019 bis 2021 produziert wurde. Sie ist die insgesamt 13. Ablegerserie der ursprünglichen Scooby-Doo-Serie (1969–1970), die von Joe Ruby und Ken Spears erdacht wurde.
Die Erstveröffentlichung in den USA fand am 27. Juni 2019 auf dem Video-on-Demand-Dienst des Senders Boomerang statt. In Deutschland wird die Serie auf dem Pay-TV-Sender Boomerang und ab dem 3. Juli 2021 auch im Free-TV bei Super RTL ausgestrahlt. Ab dem 1. Oktober 2020, an dem auch die zweite Staffel des Ablegers ihre Premiere feierte, wurde die Serie in den USA auch auf dem regulären TV-Sender ausgestrahlt. In Deutschland wurde die zweite Staffel ab dem 27. Oktober 2020 ausgestrahlt.

## Handlung
Scooby-Doo and Guess Who? handelt wie bereits die New Scooby-Doo Movies davon, dass die Mystery Inc. die merkwürdigen Geschehnisse mithilfe von Berühmtheiten, wie z. B. Batman, Chris Paul, Bill Nye und Abraham Lincoln, auflöst.

## Sprecher
| Figur         | Originalsprecher | Deutscher Sprecher |
| ------------- | ---------------- | ------------------ |
| Fred Jones    | Frank Welker     | Tobias Müller      |
| Scooby-Doo    | Frank Welker     | Willi Röbke        |
| Daphne Blake  | Grey Griffin     | Jill Böttcher      |
| Velma Dinley  | Kate Micucci     | Giuliana Jakobeit  |
| Shaggy Rogers | Matthew Lillard  | Rainer Fritzsche   |

## Produktion und Ausstrahlung
Angekündigt wurde die Serie im Jahr 2018.
Für die erste Staffel wurden insgesamt 26 Episoden produziert. Die 2. Staffel wird derzeit ausgestrahlt und umfasst bisher 14 Episoden. Für das Intro wurde das Intro der Originalserie Scooby-Doo, wo bist du? überarbeitet. Die Erstveröffentlichung in den USA fand am 27. Juni 2019 auf dem Video-on-Demand-Dienst des Senders Boomerang statt.
Die Erstausstrahlung im deutschsprachigen Raum findet seit dem 7. Oktober 2019 beim Sender Boomerang statt.

## Episodenliste
| Nr. | Deutscher Titel                    | Originaltitel                                  | Erstveröffentlichung USA | Deutschsprachige Erstausstrahlung (D) | Regie        | Drehbuch                            |
| --- | ---------------------------------- | ---------------------------------------------- | ------------------------ | ------------------------------------- | ------------ | ----------------------------------- |
| 1   | Die Rache des Sumpfmonsters        | Revenge of the Swamp Monster!                  | 27. Juni 2019            | —                                     | Jae Kim      | Michael Ryan                        |
| 2   | Die Geister der Vergangenheit      | A Mystery Solving Gang Divided!                | 4. Juli 2019             | —                                     | Frank Paur   | Mark Hoffmeier                      |
| 3   | Peebles’ Horror-Tierhandlung       | Peebles’ Pet Shop of Terrible Terrors!         | 11. Juli 2019            | —                                     | Mike Milo    | Caroline Farah                      |
| 4   | Elementar, mein lieber Shaggy!     | Elementary, My Dear Shaggy!                    | 18. Juli 2019            | 8. Okt. 2019                          | Mike Milo    | Michael Ryan                        |
| 5   | Die Mumie auf dem heißen Blechdach | Ollie Ollie In-Come Free!                      | 25. Juli 2019            | —                                     | Mike Milo    | Mike Ryan                           |
| 6   | Antike Helden                      | The Scooby of a Thousand Faces!                | 1. Aug. 2019             | —                                     | Gavin Dell   | Caroline Farah                      |
| 7   | Tief in der Trickkiste             | The Cursed Cabinet of Professor Madds Markson! | 8. Aug. 2019             | —                                     | Frank Paur   | Michael Ryan                        |
| 8   | Alle unter einem Dach              | When Urkel-Bots Go Bad!                        | 15. Aug. 2019            | —                                     | Mike Milo    | Thomas Krajewski                    |
| 9   | Das Fast-Food-Rennen               | The Fastest Fast Food Fiend!                   | 22. Aug. 2019            | —                                     | Frank Paur   | Caroline Farah                      |
| 10  | Dinosaurieralarm!                  | Attack of the Weird Al-Osaurus!                | 29. Aug. 2019            | —                                     | Gavin Dell   | Mark Hoffmeier                      |
| 11  | Die Doppelgängerin                 | Now You Sia, Now You Don’t!                    | 5. Sep. 2019             | —                                     | Mike Milo    | Caroline Farah                      |
| 12  | Clown auf Sendung                  | Quit Clowning!                                 | 12. Sep. 2019            | —                                     | Sean Bishop  | Annalise LaBianco & Jeffery Spancer |
| 13  | Die Nacht des Dunklen Ritters      | What a Night, For a Dark Knight!               | 19. Sep. 2019            | —                                     | Chris Bailey | Michael Ryan                        |